# Иза браве
Иза браве (енгл. Lock Up) је амерички акциони филм, са елементима драме из 1989. године режисера Џона Флина, са Силвестером Сталонеом, Дарлан Флугел, Доналдом Садерландом, Томом Сајзмором и Џоном Ејмосом у главним улогама.
Премијерно је објављен у бископима САД-а 4. августа 1989. године, а укупна зарада од филма је износила 22 милиона $, што га у поређењу са продукцијским буџетом од 24 милиона $, не чини успешним у том погледу. Филм ни у погледу критика није боље прошао, добио је генерално помешане оцене публике и критичара, а и сам Сталоне је касније изјавио да овај филм није снимљен тако да би требало да има неког превеликог значаја по публику или његову каријеру.

## Радња
Френк Леоне, вешти аутомеханичар из Хобокена, Њу Џерзија, узорни је затвореник који је при крају служења затворске казне због лакшег преступа у Норвуду, затвору са минималним обезбеђењем. Због доброг владања често га пуштају викендом да у својој гаражи оправља аутомобиле, игра фудбал и проводи време са својом девојком Мелисом и све указује на то да ће и последњих шест месеци служења казне проћи у најбољем реду. Међутим, ситуација се драстично мења када једне ноћи дођу чувари и насилно преместе Френка у Гејтвеј, брутални затвор са максималним обезбеђењем, чији је управник његов стари познаник Драмгул.
Драмгул му објасни да је он то средио у знак одмазде због инцидента од пре пет година, када је Леоне побегао из Тредмора, претходног затвора у којем је Драмгул био управник, и обавестио штампу о Драмгуловом поступању према затвореницима, пошто је Драмгул одбио да одобри Леонеу сат времена одсуства како би посетио свог ментора на самрти. Осим што је Леонеу донео додатних пет година затвора на претходну казну, тај инцидент је за последицу имао и Драмгулов премештај у Гејтвеј по казни.
Леонеа злостављају садистички настројени чувари, Менли и Вајли, и доминантни доживотни затвореник, Чинк Вебер, који је Драмгулов повереник. Леоне се, такође, спријатељи са затвореницима Даласом, Помрачењем и Првом Базом, те им покаже како се он носи са тешкоћама робијања. Њих четворица рестаурирају један Форд Мустанг, којем је Помрачење наденуо надимак "Мејбелин". Леоне објасни Помрачењу да је своју првобитну затворску казну (18 месеци) служио због узимања закона у сопствене руке, када је из освете брутално премлатио хулиганску банду која је претходно насрнула на његовог ментора. Након што Леоне невољно допусти Првој Бази да упали аутомобил, Прва База истера Мустанга из гараже и провоза се њиме на кратко по затворском дворишту. Након што се пробна вожња заврши, Драмгул натера Леонеа и његове пријатеље да гледају како остали затвореници на његову наредбу уништавају аутомобил. Леоне је, такође, послат у самицу на шест недеља, где је подвргнут тортури од стране чувара, који га насумично буде усред ноћи, терајући га да у камеру рецитује име и затворенички број. Међутим, главни чувар, капетан Мајснер, згађен управниковим окрутним садизмом, нареди престанак тортуре и ослобађање Леонеа из самице.
Циљајући да Леоне пукне и искомпромитује своју позицију, управник нареди Веберу да убије Прву Базу у теретани. Разјарен, Леоне брутално премлати Вебера, али се суздржи од убиства, знајући да управник баш то и жели. Међутим, један од Веберових саучесника убоде Леонеа шилом отпозади. Док се Леоне опоравља у затворској амбуланти, један затвореник му саопшти да је унајмљен да силује и убије Мелису. Те ноћи Леоне покуша да побегне са Даласом како би спасао Мелису, али га Далас намами у ћорсокак, где их ухвате Драмгул и његови чувари, међу њима и онај који се издавао за затвореника који је тврдио да ће силовати Мелису (чувар Мастроне). Открива се да је то замесио Драмгул не би ли испровоцирао Леонеа на нови покушај бекства, због чега би му затворска казна била аутоматски продужена за још десет година, те да је убедио Даласа да му асистира у замену за скраћење затворске казне, мада Драмгул све порекне. Драмгул остави двојицу затвореника на милост и немилост чуварима, али Далас, знајући да ће га остали затвореници убити након што је сместио Леонеу, погуби струјним каблом себе и чувара Менлија како би помогао Леонеу да побегне.
Разгневљен, уместо бекства, Леоне провали у Драмгулову канцеларију, узме Драмгула за таоца, одведе га до собе за егзекуцију и веже га за електричну столицу. Он активира генератор и веже појасом своју руку за ручку главног прекидача. Затворски чувари провале у салу за посматрање погубљења, држећи Леонеа на нишану. Под претњом погубљења Драмгул коначно призна своју заверу да продужи Леонеову затворску казну. Леоне ипак повуче ручку прекидача, али се ништа не дешава. Он потом открије да је извадио један од осигурача да би на превару навео Драмгула на признање. Капетан Мајснер и његови људи ставе лисице Леонеу, али такође одведу и Драмгула у притвор због легалног признања.
Покрене се истрага у вези са управниковим коруптивним понашањем, а Леоне одслужи само своју првобитну казну до краја. Три недеље касније Френк напусти затвор на одушевљење осталих затвореника и сретне се са Помрачењем последњи пут. Он се поздрави са капетаном Мајснером и напусти Гејтвеј да би загрлио Мелису, која га чека.

## Улоге
| Глумац               | Улога                   |
| -------------------- | ----------------------- |
| Силвестер Сталоне    | Френк Леоне             |
| Дарлан Флугел        | Мелиса Лоуел            |
| Доналд Садерланд     | управник Драмгул        |
| Џон Ејмос            | капетан Мајснер         |
| Том Сајзмор          | Далас                   |
| Френк Макреј         | "Помрачење"             |
| Сони Ландам          | Чинк Вебер              |
| Лари Романо          | "Прва База" Пења        |
| Вилијам Ален Јанг    | чувар Брејден           |
| Џордан Лунд          | чувар Менли             |
| Џон Лила             | чувар Вајли             |
| Дин Дувал            | Ерни                    |
| Џери Стривели        | Луи Мунафо              |
| Дејвид Ентони Маршал | чувар Мастроне          |
| Кјурек Ешли          | припадник Чинкове банде |
| Мајкл Петрони        | припадник Чинкове банде |
| Дани Трехо           | припадник Чинкове банде |
| Френк Пеше           | Џонсон                  |